# Burgi Heckmair
Burgel „Burgi” Heckmair (ur. 2 stycznia 1976 w Tegernsee) – niemiecka snowboardzistka. Startowała w gigancie na igrzyskach w Nagano, ale nie ukończyła zawodów. Zajęła 15. miejsce w gigancie na mistrzostwach w San Candido. Najlepsze wyniki w Pucharze Świata osiągnęła w sezonie 1997/1998, kiedy to zajęła 57. miejsce w klasyfikacji generalnej.

## Sukcesy

### Igrzyska olimpijskie
| Miejsce | Dzień    | Rok  | Miejscowość | Konkurencja | Zwycięzca   |
| ------- | -------- | ---- | ----------- | ----------- | ----------- |
| DNF     | 9 lutego | 1998 | Nagano      | Gigant      | Karine Ruby |

### Mistrzostwa Świata
| Miejsce | Dzień       | Rok  | Miejscowość | Konkurencja | Zwycięzca      |
| ------- | ----------- | ---- | ----------- | ----------- | -------------- |
| 15.     | 21 stycznia | 1997 | San Candido | Gigant      | Sondra van Ert |

### Puchar Świata

#### Miejsca w klasyfikacji generalnej
- 1996/1997 – 91.
- 1997/1998 – 57.

#### Miejsca na podium
1. Grächen – 9 stycznia 1998 (Gigant) – 2. miejsce